# Donaumoos-Zweckverband

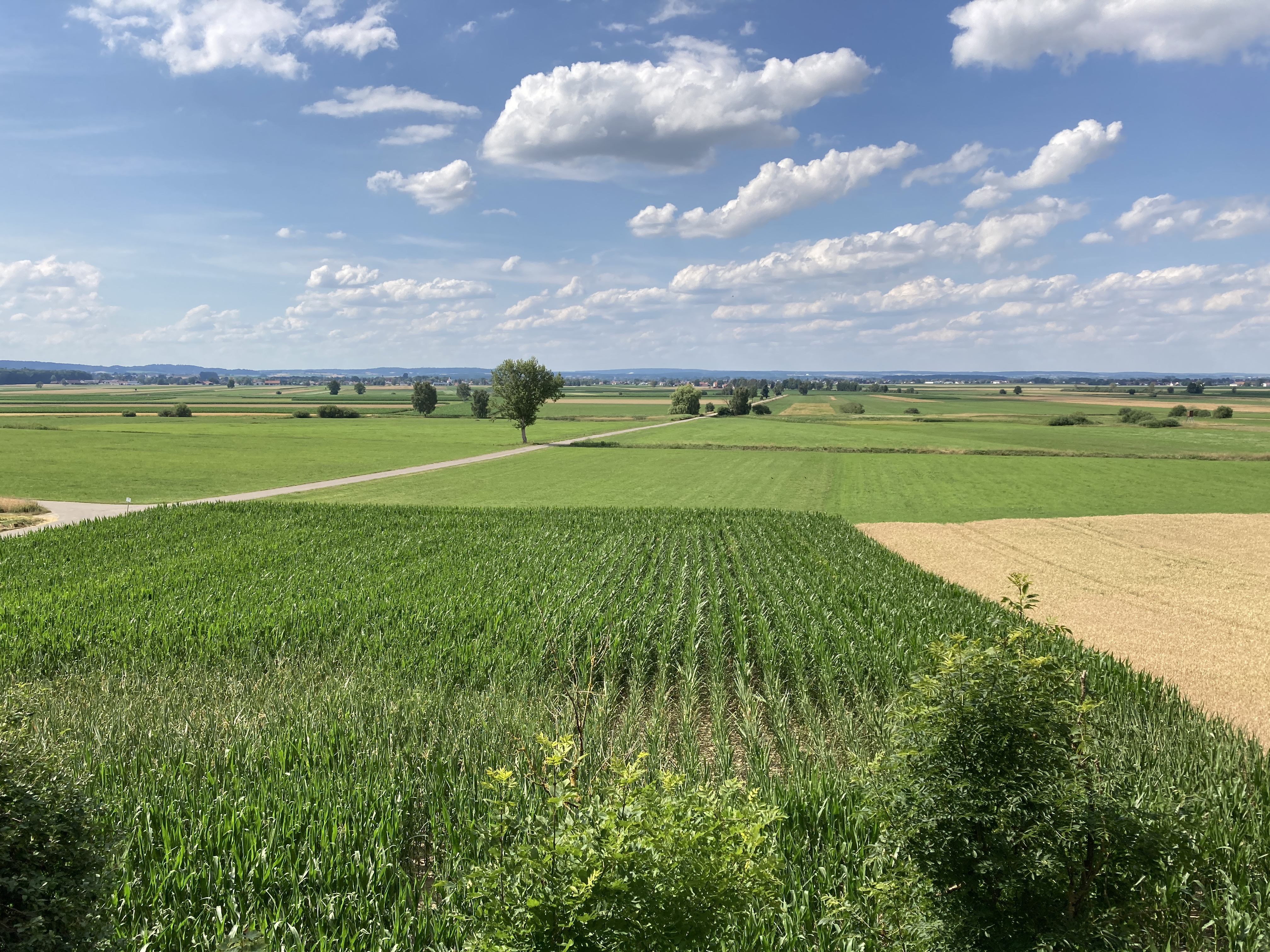
Blick ins Donaumoos vom Moosberg bei Langenmosen

Der Donaumoos-Zweckverband ist eine im Jahr 1991 gegründete Körperschaft des öffentlichen Rechts. Seine Aufgabengebiete sind der Schutz und Erhalt des Donaumooses in den beiden Landkreisen Neuburg-Schrobenhausen und Aichach-Friedberg. Maßgebliches Leitbild zur Erfüllung seiner Aufgaben stellt das Donaumoos-Entwicklungskonzept aus dem Jahr 2000 dar. Mittlerweile ist der Schutz des Moorkörpers im Donaumoos und damit der Klimaschutz stärker in den Vordergrund gerückt – auch durch das vom Freistaat Bayern im Jahr 2021 initiierte Konzept „Klimaschutz durch Moorbodenschutz am Beispiel des Bayerischen Donaumooses“.
Sitz des Donaumoos-Zweckverbands ist seit dem Frühjahr 2022 die Gemeinde Karlshuld. Die Büros befinden sich im Gebäude der früheren Moorkulturstation im Ortskern.

## Geschichte

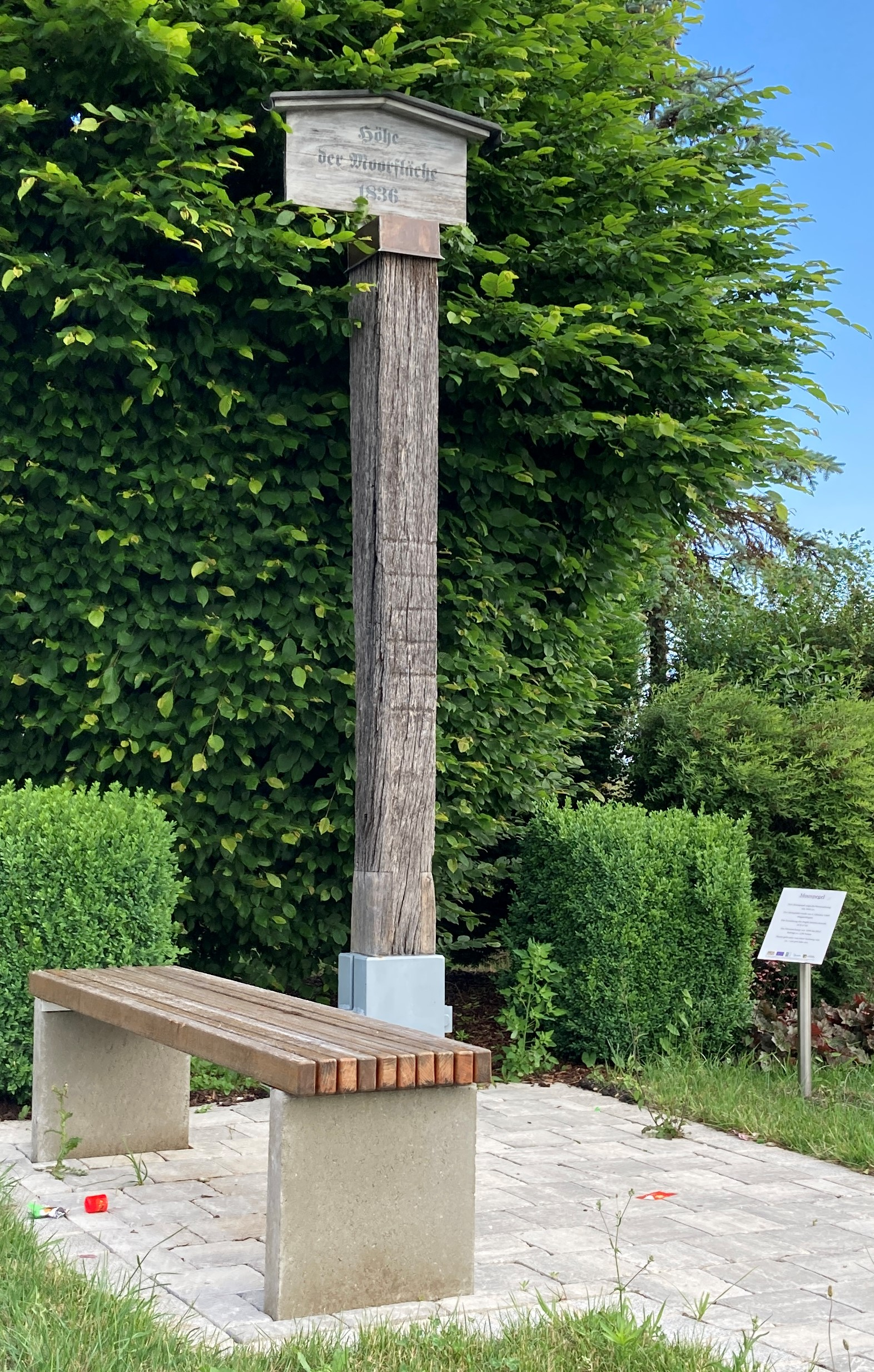
Der Donaumoospegel zeigt die Moorsackung seit dem Jahr 1836

Der Gründung des Donaumoos-Zweckverbands gingen drei Beschlüsse des bayerischen Landtags voraus. Darin heißt es unter anderem, dass der Freistaat „den Erwerb von Flächen durch Kommunen bzw. einen kommunalen Zweckverband“ fördern soll. Im Jahr 1993 folgte ein weiterer Beschluss des Landtags, der die Förderung eines gesamtökologischen Gutachtens für das Donaumoos sowie konkrete Maßnahmen zur Moorrenaturierung vorsah.
Hintergrund dieser Bemühungen war und ist der massive Schwund des Moorkörpers im Donaumoos. Dieser ist vor allem auf die Trockenlegung des größten Niedermoores in Süddeutschland zurückzuführen, die 1790 unter Kurfürst Karl Theodor begonnen hatte. Bis dahin war das Donaumoos ein weitgehend unzugänglicher Sumpf mit einer Ausdehnung von etwa 180 Quadratkilometern. Unter der Regentschaft des Wittelsbachers erfolgte jedoch die Besiedlung und landwirtschaftliche Nutzung der Landschaft. Aus diesem Grund ließ der Kurfürst insgesamt 473 Kilometer Entwässerungsgräben anlegen. Durch die systematische Trockenlegung kommt der Torfkörper jedoch in Kontakt mit Luftsauerstoff, der die Zersetzung des Materials auslöst. Auf diese Weise sackt der Boden nicht nur jedes Jahr um etwa einen bis zwei Zentimeter ab. Auch die im Niedermoor gespeicherten Treibhausgase gelangen dadurch in die Atmosphäre. Experten gehen von etwa 400.000 Tonnen CO2-Äquivalenten pro Jahr aus. Durch diesen Prozess und den im Donaumoos lange praktizierten Torfstich sind mittlerweile etwa 60 Quadratkilometer Fläche und etwa drei Meter Torfauflage verloren gegangen.
Der Startschuss für den Zweckverband fiel mit der Gründung am 22. März 1991, die erste Sitzung des Verbandsgremiums folgte am 4. Juni 1991. Gründungsmitglieder sind der Bezirk Oberbayern, der Landkreis Neuburg-Schrobenhausen, die Gemeinden Karlshuld, Karlskron und Königsmoos sowie die vier Wasserverbände im Donaumoos. Die Mitgliedschaft des Bezirks ist der damaligen Zuständigkeit der Bezirke für die Gewässer zweiter und dritter Ordnung geschuldet.

## Aufgabe

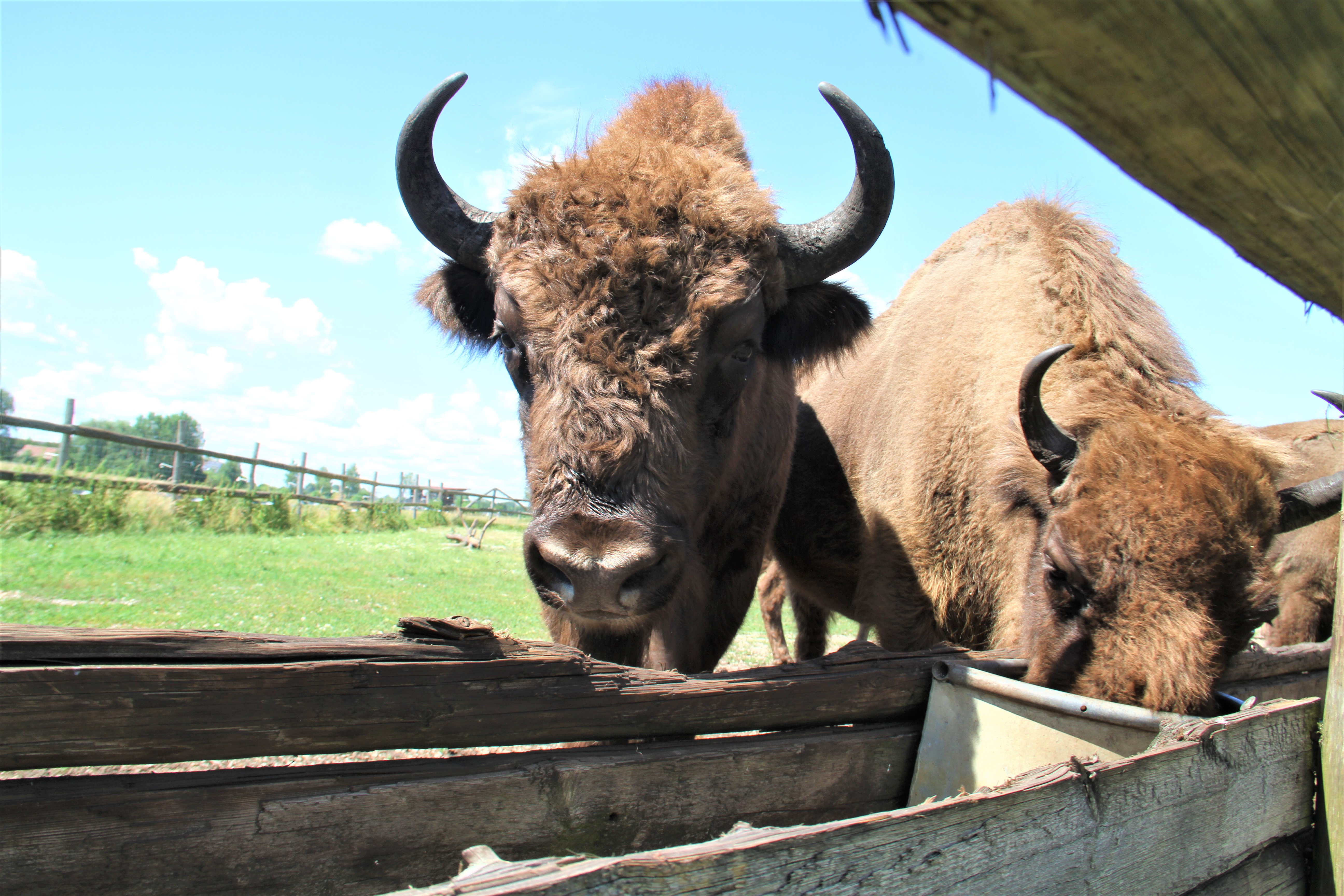
Die Wisentherde beim Haus im Moos

Der Aufgabenbereich des Donaumoos-Zweckverbands ist vielfältig. Gemäß Satzung soll der Verband dazu beitragen, „das Donaumoos als ländlichen Siedlungs-, Wirtschafts- und Kulturraum für seine Bewohner zu erhalten, die natürlichen Lebensgrundlagen zu sichern und zu verbessern sowie die Lebensräume von Flora und Fauna zu schützen und zu entwickeln“. Dieser weit gefasste Bereich deckt unter anderem Maßnahmen der Wasserwirtschaft, des Naturschutzes und der Landschaftspflege sowie mittlerweile auch des Klimaschutzes ab. Darüber hinaus ist der Zweckverband in der Lage weitere Aufgaben zu übernehmen – sofern die Verbandsmitglieder dies wünschen.
Neben seinen Kernaufgaben betreibt der Zweckverband auch das Ökoflächenmanagement. Über dieses bietet er Unternehmen, Kommunen oder auch Privatpersonen gegen Gebühr Ausgleichsflächen für deren Bauvorhaben an. Das Ökoflächenmanagement existiert seit dem Jahr 2012.
Außerdem ist der Donaumoos-Zweckverband auch Träger des Wisent-Projekts im Donaumoos. Seit 2002 laufen die Bemühungen zum Erhalt der Art, zunächst auf dem ehemaligen Moorversuchsgut in Karlshuld, seit 2003 in einem Gehege beim Haus im Moos in Kleinhohenried. Der Wisent, das größte Landsäugetier Europas, galt nach dem Ersten Weltkrieg als so gut wie ausgestorben. Seitdem laufen intensive Zuchtbemühungen, um die Art zu retten. Das Gehege im Donaumoos leistet als Regionalzentrum für Süddeutschland einen wichtigen Beitrag und ist darüber hinaus an Auswilderungsprojekten, beispielsweise in Rumänien, beteiligt. Das Projekt dient außerdem der Erprobung dieser neuen Form der Landnutzung in Niedermooren.

## Mitglieder
Der Bezirk Oberbayern, der Landkreis Neuburg-Schrobenhausen, die drei Donaumoos-Gemeinden Karlshuld, Königsmoos und Karlskron sowie die vier Wasserverbände im Donaumoos gehören dem Zweckverband seit dessen Gründung im Jahr 1991 an. Im Jahr 1999 kam außerdem der Markt Pöttmes im Landkreis Aichach-Friedberg als freiwilliges Mitglied dazu.
Seit einiger Zeit laufen außerdem die Bemühungen, weitere Partner für die Arbeit des Zweckverbands zu gewinnen – und zwar mit Erfolg. Im Juni 2021 sprach sich der Gemeinderat von Ehekirchen für einen Beitritt aus. Die Gremien in Rohrenfels und in Weichering folgten im Oktober beziehungsweise im Dezember 2021. Am 27. September 2022 stimmte der Stadtrat von Schrobenhausen geschlossen für einen Beitritt. Auch der schwäbische Landkreis Aichach-Friedberg will Mitglied im Zweckverband werden. Am 10. Oktober sprach sich der Ausschuss für Umwelt, Klima und Energie des dortigen Kreistags einstimmig für einen Beitritt aus. Am 7. Dezember folgte der Gemeinderat von Brunnen, am 13. Dezember 2022 auch der Gemeinderat von Langenmosen. Weitere Beitrittsbeschlüsse folgten im Laufe des Jahres 2023, nämlich am 28. Februar in der Gemeinde Berg im Gau sowie in der Kreisstadt Neuburg. Bis die neue Satzung des Zweckverbands und damit der Beitritt der neuen Mitglieder in Kraft treten konnte, dauerte es allerdings noch. Ausschlaggebend dafür war ein Beschluss des Rohrenfelser Gemeinderats, der sich im Februar doch wieder gegen einen Beitritt ausgesprochen hatte. Dieser Schritt machte eine Anpassung der Satzung und eine Wiederholung der Beschlüsse in allen Gremien erforderlich. Offiziell wurde der Beitritt erst mit der Veröffentlichung der neuen Satzung im Amtsblatt der Regierung von Oberbayern am 10. November 2023.
Damit besteht der Donaumoos-Zweckverband nun aus den Gründungsmitgliedern, also dem Bezirk Oberbayern, dem Landkreis Neuburg-Schrobenhausen, den Gemeinden Karlshuld, Karlskron und Königsmoos sowie den vier Wasserverbänden im Donaumoos, und aus den freiwilligen Mitgliedern, dem Markt Pöttmes, dem Landkreis Aichach-Friedberg, den Städten Neuburg und Schrobenhausen sowie den Gemeinden Ehekirchen, Weichering, Brunnen, Langenmosen und Berg im Gau.
Neben den Mitgliedern arbeitet der Donaumoos-Zweckverband eng mit einer Reihe von Behörden und Verbänden zusammen. Dazu gehören unter anderem die Unteren Naturschutzbehörden in den beiden Landkreisen Neuburg-Schrobenhausen und Aichach-Friedberg, das Landesamt für Umwelt, die Regierung von Oberbayern und das Amt für Ernährung, Landwirtschaft und Forsten Ingolstadt-Pfaffenhofen.

## Organisation
Den Vorsitz des Donaumoos-Zweckverbands hat stets der amtierende Landrat von Neuburg-Schrobenhausen inne, sein Stellvertreter ist der Präsident des oberbayerischen Bezirkstags. Erster Vorsitzender war von 1991 bis zum Ende seiner Amtszeit im Jahr 2008 Richard Keßler. Auf ihn folgte Roland Weigert, der Ende 2018 in den bayerischen Landtag wechselte. Heutiger Vorsitzender ist Landrat Peter von der Grün. Geschäftsführer des Donaumoos-Zweckverbands ist Michael Hafner, der 2018 auf Willi Riß folgte.
Der Donaumoos-Zweckverband umfasst zwei Verbandsgremien: Die Verbandsversammlung regelt beispielsweise die jährliche Haushaltssatzung, der Fachbeirat dient als beratendes Gremium. Letzterem gehören unter anderem Vertreter des Bayerischen Bauernverbands Neuburg-Schrobenhausen, des Bundes Naturschutz, des Landesbunds für Vogelschutz und des Wasserwirtschaftsamts Ingolstadt an.

## Entwicklungskonzept

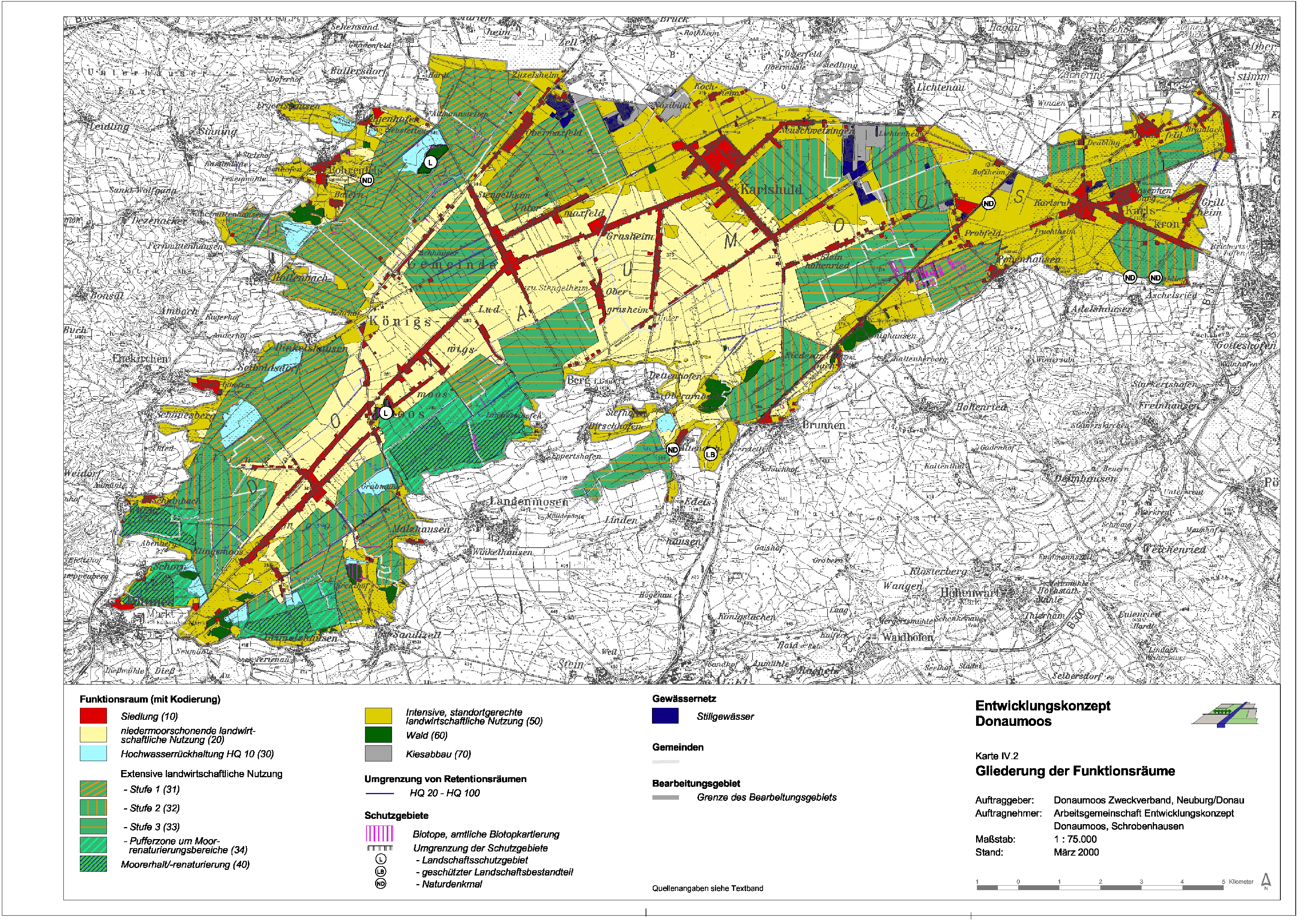
Die Funktionsräume im Donaumoos-Entwicklungskonzept

Das Donaumoos-Entwicklungskonzept aus dem Jahr 2000 soll eine nachhaltige Entwicklung im größten Niedermoor Süddeutschlands einleiten. Übergeordnetes Ziel ist dabei, Lebensqualität, Landwirtschaft und Ressourcenschutz im Donaumoos zu erhalten und weiter zu stärken. Die Kernpunkte des Konzepts bilden der Hochwasserschutz, der Torfkörperschutz – und damit der Klimaschutz –, der Arten- und Biotopschutz sowie die landwirtschaftliche Nutzung. Zur Umsetzung dieser Ziele bis zum Jahr 2030 sind Funktionsräume vorgesehen, unter anderem für den Hochwasserrückhalt, verschiedene landwirtschaftliche Nutzungsformen (auch intensive Bewirtschaftung) sowie den Moorkörperschutz. Über dem gesamten Entwicklungskonzept – wie auch über aller anderen Maßnahmen im Donaumoos – steht der Grundsatz die Freiwilligkeit. Daran orientiert sich auch heute noch die Arbeit des Donaumoos-Zweckverbands und seiner Partner.
Das Konzept ist im Juli 2000 verabschiedet worden. Unterzeichner waren damals Neuburg-Schrobenhausens Landrat Richard Keßler, Franz Jungwirth, Bezirkstagspräsident von Oberbayern, BBV-Kreisobmann Ludwig Bayer sowie die Bürgermeister Karl Seitle (Karlshuld), Auguste Schmid (Königsmoos), Benno Walter (Karlskron), Heinrich Schmalbach (Ehekirchen) und Hans Schmuttermeier (Pöttmes).
Neben umfangreichen Untersuchungen und Vorbereitungen für Moorschutzprojekte sind in den ersten Schritten nach der Verabschiedung des Konzepts zahlreiche Hochwasserschutzmaßnahmen umgesetzt worden. Unter anderem am Seeanger bei Pöttmes, bei Pobenhausen und bei Sandizell ist dadurch ein Rückhaltevolumen von rund 600.000 Kubikmetern entstanden.
Im Jahr 2021 hat die Fortschreibung des Entwicklungskonzepts begonnen. Ziel ist eine Anpassung an den aktuellen Projektstand. Gleichzeitig hat sich früh gezeigt, dass der anvisierte Zeithorizont bis zum Jahr 2030 nicht ausreichend ist.

## Finanzierung
Als Grundfinanzierung des Donaumoos-Zweckverbands dient eine Umlage, welche die Mitglieder tragen. Dabei übernehmen der Bezirk Oberbayern und der Landkreis Neuburg-Schrobenhausen jeweils 25 Prozent, die drei Gemeinden Karlshuld, Karlskron und Königsmoos je 14 Prozent, der Markt Pöttmes als freiwilliges Mitglied vier Prozent und die vier Wasserverbände jeweils ein Prozent. Die Umlagenhöhe lag lange bei 150.000 Euro pro Jahr, seit dem Jahr 2022 beträgt sie 200.000 Euro.
Darüber hinaus ist der Donaumoos-Zweckverband zur Erfüllung seiner Aufgaben auf Fördermittel angewiesen. Diese flossen bis zum Jahr 1996 zunächst aus den Töpfen des bayerischen Staatsministeriums für Landesentwicklung und Umweltfragen, also dem heutigen Staatsministerium für Umwelt und Verbraucherschutz. Nach Auslaufen dieser Förderung übernahm der Bayerische Naturschutzfonds diese Aufgabe. Die Stiftung zählt heute zu den wichtigsten Säulen bei der Finanzierung des Zweckverbands. Nach den Richtlinien des Förderprogramms „Lebensraum Donaumoos“ fördert sie maßgeblich den Grunderwerb sowie das Projektmanagement.

## Engagement des Freistaats Bayern

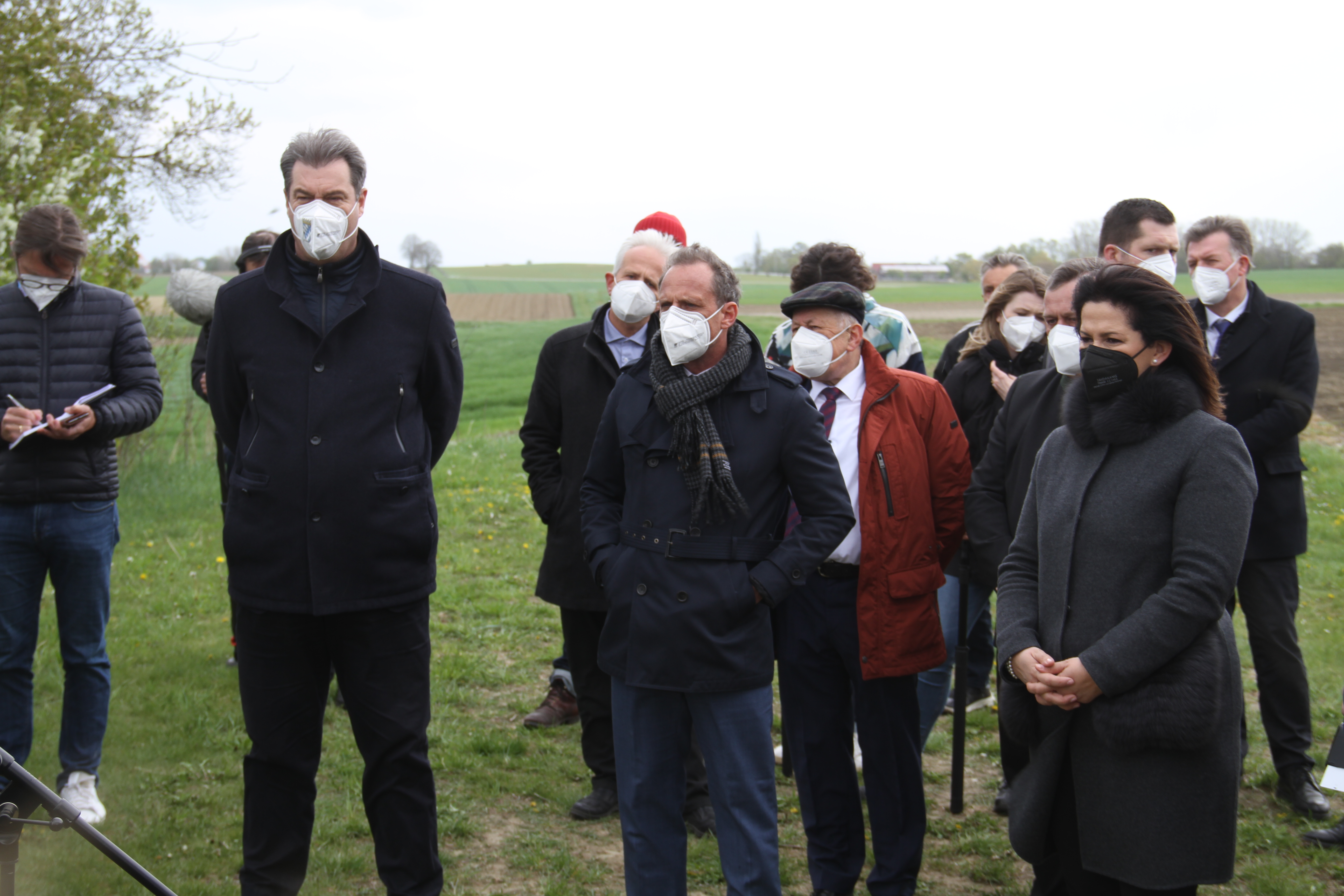
Ministerpräsident Markus Söder (vorne, l.) und die Minister Thorsten Glauber und Michaela Kaniber im Donaumoos.

Neben diesen Mitteln setzt sich der Freistaat Bayern seit Mai 2021 verstärkt für das Donaumoos ein. Damals kamen Ministerpräsident Markus Söder, Landwirtschaftsministerin Michaela Kaniber und Umweltminister Thorsten Glauber auf den Moosberg bei der Gemeinde Langenmosen und verkündeten ein 200 Millionen Euro umfassendes Investitionspaket. Das Geld soll aus mehreren Fördertöpfen in den Erhalt des Donaumooses fließen. Im Detail sind unter anderem Moorschutz- und Wassermanagementprojekte, Flurneuordnungsverfahren, eine intensive landwirtschaftliche Beratung sowie Maßnahmen zum Veränderungsmanagement geplant. Den Besuch der Politiker begleiteten Proteste von Landwirten und Bürgern, die einen Verlust der Kulturlandschaft im Donaumoos fürchten.
Der Initiative der Staatsregierung waren intensive Bemühungen aus dem Landkreis Neuburg-Schrobenhausen vorangegangen. Dazu gehörte im Juni 2019 ein einstimmiger Beschluss der Verbandsversammlung des Donaumoos-Zweckverbands. Dieser beinhaltete die Forderung nach einem stärkeren Engagement des Freistaats im Donaumoos. Im Oktober 2019 folgte ein Positionspapier des Donaumoos-Zweckverbands an das Landwirtschafts- und das Umweltministerium, im September 2020 ein offener Brief von BBV-Kreisobmann Ludwig Bayer und Landrat Peter von der Grün an Ministerpräsident Söder. Parallel dazu machten sich die beiden Stimmkreisabgeordneten Matthias Enghuber (CSU) aus Neuburg und Wirtschaftsstaatssekretär Roland Weigert (FW) in ihren beiden Regierungsfraktionen hartnäckig für ein Donaumoos-Paket des Freistaats stark und ebneten dadurch in München den Weg für das Millionenpaket.
Als Folge des Investitionspakets entstand ein behördenübergreifendes Expertenteam, das sogenannte Donaumoos-Team. Dieses soll gemeinsam mit dem Donaumoos-Zweckverband konkrete Projekte zum Moorkörperschutz im Donaumoos vorantreiben und gleichzeitig rechtliche Probleme lösen. Neben dem Amt für Ländliche Entwicklung Oberbayern, dem Amt für Ernährung, Landwirtschaft und Forsten Ingolstadt-Pfaffenhofen und dem Wasserwirtschaftsamt Ingolstadt entsendet auch die Regierung von Oberbayern über eine Stabstelle im Landratsamt Neuburg-Schrobenhausen Mitarbeiter ins Donaumoos.